# Estiu 1993
Estiu 1993 és una pel·lícula catalana del 2017 dirigida per Carla Simón. La pel·lícula es va rodar a diverses poblacions de la Garrotxa l'estiu de 2016. Es tracta de la primera obra de la directora barcelonina, una opera prima que destaca pel gran nombre de nominacions i premis en festivals de cinema, amb reconeixements internacionals.

## Argument
Després de la mort dels seus pares, Frida (Laia Artigas), una nena de 6 anys, abandona Barcelona i marxa a viure al camp amb el seu oncle Esteve (David Verdaguer), la seva tia Marga (Bruna Cusí) i la seva petita filla de 3 anys Anna (Paula Robles), així afronta el primer estiu de la seva vida amb la seva nova família adoptiva. Lluny del seu entorn conegut, en ple camp, la nena s'ha d'adaptar a la nova situació, cosa que no li serà gens fàcil. Durant aquest estiu, l'estiu del 1993, Frida aprendrà a acceptar la seva pena, i els seus pares adoptius aprendran a estimar-la com la seva pròpia filla.

## Repartiment
- Laia Artigas: Frida
- Paula Robles: Anna
- Bruna Cusí: Marga
- David Verdaguer: Esteve
- Berta Pipó: tieta
- Montse Sanz: Lola
- Isabel Rocatti: àvia
- Fermí Reixach: avi
- Paula Blanco: Cesca
- Etna Campillo: Irene
- Jordi Figueras: Blai
- Dolores Fortis: carnissera
- Tere Solà: senyora a la carnisseria
- Titón Frauca: cambrera
- Cristina Matas: infermera
- Quimet Pla: Gabriel
- Pere Madeo: Nen
- Alba Aluja:Tieta

## Premis
- Agost 2017: seleccionada pels Oscars.
- 2017: Festival de Berlín: Millor Opera Prima, Gran Premi del Jurat Int. (Secc. Gen. KPlus)
- 2017: Festival de Màlaga: Bisnaga d'Or, Premi Feroç de la crítica
- 2017: 10a Edició del Festival Internacional de Cinema en Català:
  - Millor llargmetratge
  - Premi Nova Crítica
- 2018: Premis Goya: Millor Direcció Novella, Millor Actriu Revelació, Millor Actor de Repartiment
- 2018: Premis Gaudí: Millor Pel·lícula en llengua catalana, Millor Direcció, Millor Guió, Millor actriu de repartiment, Millor muntatge
- 2018: Premis Feroz: Millor Pel·lícula Dramàtica, Millor Direcció, Millor Guió, Millor Actor de repartiment

## Crítica
- Estiu 1993, el llarg camí d'una nena fins a les llàgrimes[4]
- "Retrata amb hipnòtica capacitat d'observació ... una pel·lícula plena de sensibilitat i bellesa"[5]
- "El resultat és brillant, lluminós... Laia Artigas, resumeix en la seva mirada l'exploració que la realitzadora fa amb la càmera sobre el seu propi aprenentatge emocional. (…) Puntuació: ★★★★ (sobre 5)"[6]
- "'Estiu 1993' és un autèntic prodigi de delicadesa expressiva recorregut per una sensibilitat tan lluminosa com cruel que desarma i atrapa, encongeix per dins. És una pel·lícula meravellosa."[7]